# Coschützer Höhe

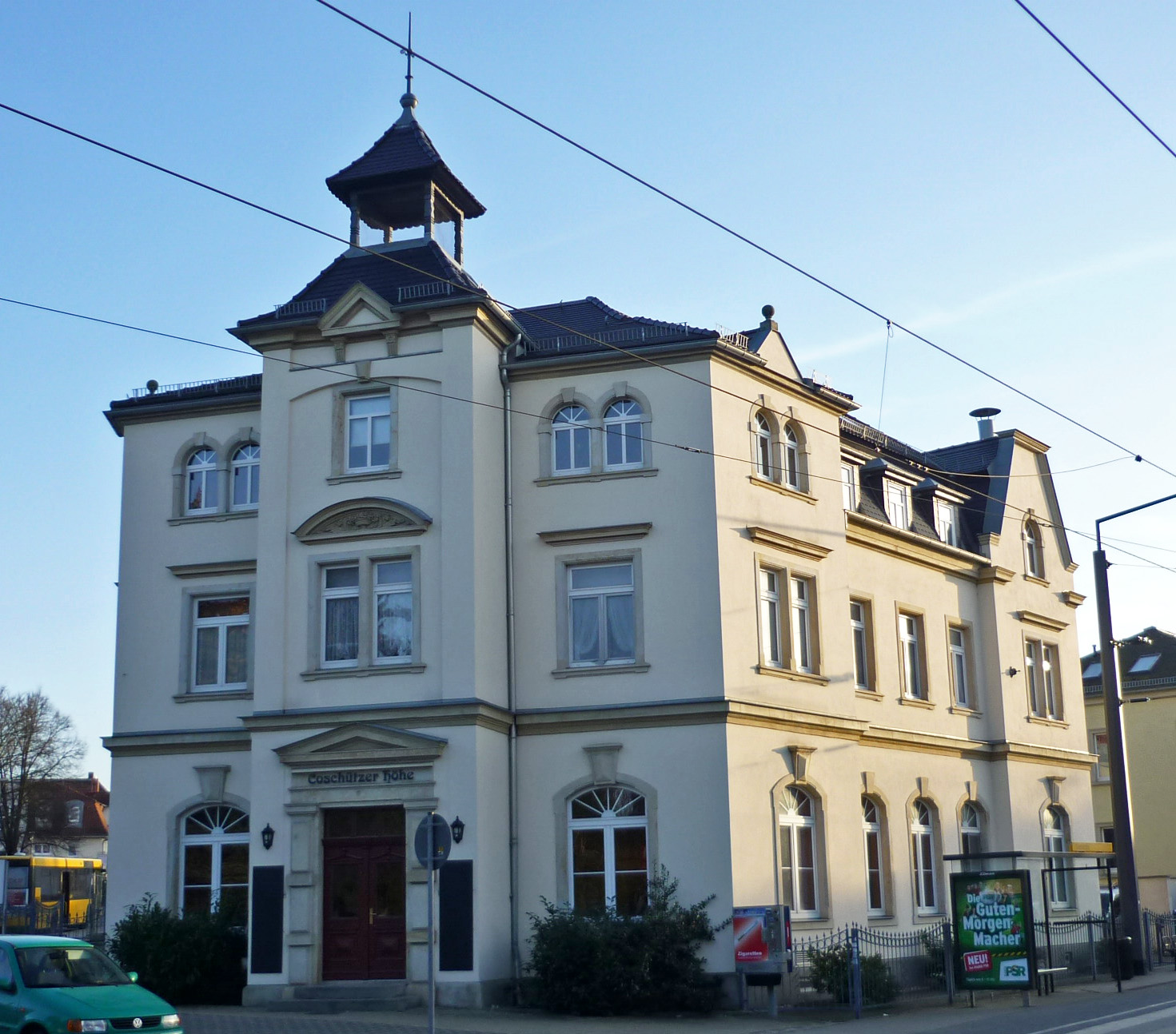
Karlsruher Straße 1

Die Coschützer Höhe im Dresdner Stadtteil Coschütz ist ein 1897 erbautes und heute denkmalgeschütztes Wohn- und Geschäftshaus mit Lokal. Es befindet sich an der Karlsruher Straße 1 in Ecklage zur davor einmündenden Cunnersdorfer Straße. Der Name ist nicht zu verwechseln mit einer ebenfalls Coschützer Höhe bezeichneten Nebenstraße jener Cunnersdorfer Straße.
Die Gaststätte besteht aus Schankstube und zwei Vereinszimmern. Das Lokal wurde 1947 von der HO übernommen, später stand es überwiegend leer. Nach 2002 wurde das Haus komplett restauriert und das Erdgeschoss erneut von verschiedenen Betreibern als Gaststätte genutzt.